# Blackout (curta-metragem)
Blackout é um curta-metragem (10 min/35 mm) de ficção do ano de 2008, produzido pela O2 Filmes, que marcou a estreia de Daniel Rezende, conhecido e premiado editor de cinema, em direção. Com roteiro de Simone Alexal, tem Augusto Madeira, Wagner Moura, César Charlone e Deo Teixeira no elenco. Pode ser visto no site Porta Curtas, site que disponibiliza curtas brasileiros com patrocínio da Petrobras.

## Sinopse
Com a sexta-feira chegando ao fim, suplente e assessor de deputado corrupto vão a sala em reforma no último andar da Assembléia Legislativa para fumar um "baseado". Não bastasse os problemas daquele dia, incluindo escândalo sexual envolvendo o político, a situação consegue piorar quando a escuridão toma Brasília.

## Festivais
- Brazilian Film Festival of Toronto 2009
- Cameramundo Independent Film Festival 2009
- Curta Cinema 2008
- Curta-se - Festival Luso-Brasileiro de Curtas Metragens de Sergipe 2009
- Festival de Cine de Huesca 2009
- Festival de Cinema de Maringá 2009
- Festival do Rio 2008
- Goiânia Mostra Curta 2008
- Molisecinema 2009
- Cinema-se 2009
- CineSul 2009
- FAM - Florianópolis 2009
- Festival de Artes Audiovisuales de La Plata - FESAALP 2009
- Festival de Cinema e Vídeo de Cuiabá 2009
- Festival de Curtas de Belo Horizonte 2009
- Festival Internacional de Filmets de Badalona 2009
- Festival International du Court-Metrage de Mohammedia 2009
- Festival Pop de Cinema 2009
- Festival TWO RIVERSIDES 2009
- Guarnicê de Cine e Vídeo 2009
- Kratkofil - International Short Film Festival in Banja Luka 2009
- Mosca - Mostra audiovisual de Cambuquira 2009
- Mostra do Filme Livre 2008
- Mostra Taguatinga 2009
- Prêmio FIESP/SESI do Cinema Paulista 2009
- Curta Cabo Frio 2009
- Prêmio Itamaraty 2009

## Prêmios
- 10 Melhores Curtas Brasileiros do Público no Festival de Curtas de São Paulo 2008
- Melhor Ator no Festival de Gramado 2008
- 2º Lugar - Júri Online no Cine PE 2009
- Melhor Curta - Júri Popular no Cine PE 2009
- Melhor Ator no Festival do Juri Popular 2009
- Melhor Filme no Festival do Juri Popular 2009